# ジェイ・グールド2世
ジェイ・グールド2世（Jay Gould II, 1888年9月1日 - 1935年1月26日）は、アメリカ、ニューヨーク州ママロネック出身のテニス選手。1908年ロンドンオリンピックで行われたジュ・ド・ポーム（リアルテニス）で金メダルを獲得した。大資本家として知られたジェイ・グールドの孫にあたる。

## 生涯

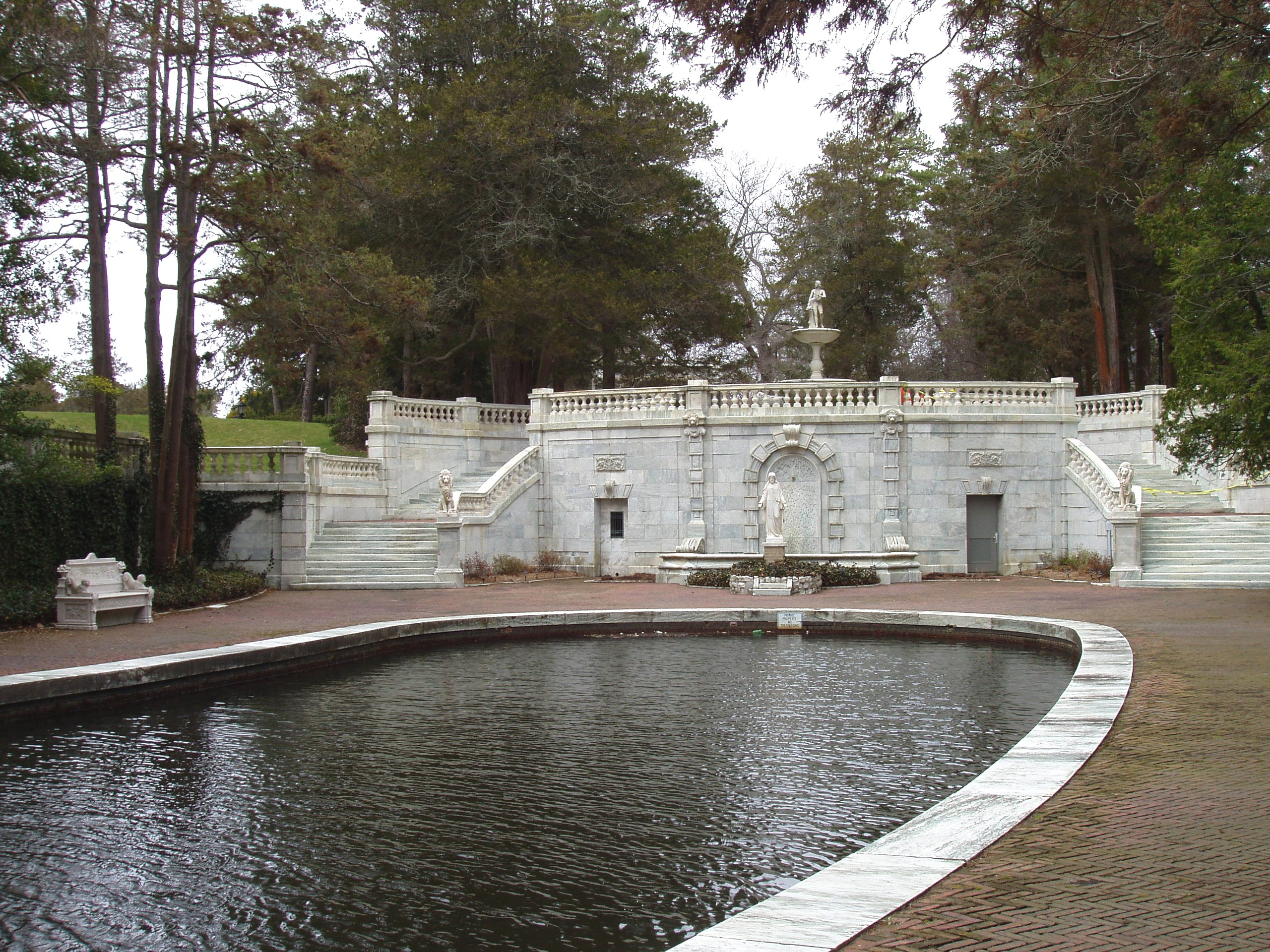
ジョージアンコート

1888年、ジェイ・グールドは、ジョージ・ジェイ・グールド1世の次男として誕生した。
12歳のグールドに最初にテニスの手ほどきをしたのは父親で、この父親は自らが所有していたニュージャージー州レイクウッドのジョージアンコートの地所にテニスコートを作り、イギリスの国内チャンピオンであったユースタス・マイルズら著名なテニス選手たちを招いては息子を指導させた。
1905年、グールドはニューヨーク州タキシードパークで開催されたトーナメントに16歳で出場、2位という好成績をおさめ、リアルテニス界に衝撃的なデビューを果たした。翌1906年にはアメリカの国内選手権で初優勝し、以降1926年まで、第一次世界大戦によって試合が行われなかった時期を除いて、大会を18連覇した。
1907年および1908年にはイギリスのアマチュア選手権で優勝、同大会でタイトルを獲得した最初のアメリカ人選手となった。さらに1908年にはロンドンで開催されたオリンピックに出場、五輪史上、唯一ジュ・ド・ポームが正式競技として実施されたこの大会で、地元イギリスのライバル選手たちを下し、金メダルを獲得した。
1914年、リアルテニスの世界選手権でイギリスのフレデリック・カヴィを破って優勝、アマチュア選手として初めて世界選手権を制覇した。1926年、選手生活からの引退を一旦は発表するも、翌年に復帰、ダブルス選手としてセントルイスオリンピック男子テニスダブルス銅メダリストのジョセフ・ウェアらと組んで国内選手権を連覇した。
選手としてのキャリアにおいてシングルス、ダブルスともにそれぞれ敗れた試合は1試合のみ、という記録を残し、1932年、健康上の理由で正式に引退した。
1935年、食道からの出血により46歳で没した。墓はニューヨーク、ブロンクス区のウッドローン墓地内のグールド廟にある。

## 註
1. ↑  現在はジョージアンコート大学のキャンパスとなっている。ジョージアンコートは1985年、アメリカ合衆国国定歴史建造物として登録された。同大学内にはアメリカ国内では数少ない、教育機関が所有するリアルテニスのテニスコートがある。
2. ↑  “Goulds All Athletes,” The New York Times, 1906-04-22.
3. ↑  “JAY GOULD, CHAMPION COURT TENNIS PLAYER; Defeated Charles E. Sands in Final Round of Tournament. WON THREE STRAIGHT SETS Brilliant Throng of Spectators Witnessed Pretty Exhibition at Racquet and Tennis Club,” The New York Times, 1906-04-08.
4. ↑  “GOULD IS OLYMPIC TENNIS CHAMPION; American Beats Miles Third Time in Important Court Matches. WINS IN STRAIGHT SETS Englishman Near a Victory in First Set, but Young Gould Rallies and Defeats His Opponent,” The New York Times, 1908-05-24.
5. ↑  “Jay Gould: Biography”. SR / Olympic Sports. 2009年4月16日閲覧。